# Lobesia indusiana
Espèce
Synonymes
- Eudemis staticeana (Millière, 1869)[1]
- Lobesia cognata Obraztsov, 1949[1]
- Lobesia staticeana Millière, 1869[1]
- Polychrosis staticeana (Millière, 1869)[1]
- Sericoris indusiana Zeller, 1847[1]

Lobesia indusiana est une espèce de lépidoptères de la famille des Tortricidae.

## Description
Lobesia indusiana est proche de Lobesia porrectana (nl), le dessous blanc des ailes semble indiquer une différence.

## Répartition
L'espèce est présente des Pays-Bas à Malte.
Lobesia indusiana fut observé sur des pentes steppiques rocheuses xérothermiques.

## Parasitologie
La chenille est un parasite des plantes Limonium cordatum, Limonium delicatulum (sv), Limonium gmelinii, Limonium meyeri, Limonium sinuatum, Limonium tournefortii (sv), Limonium vulgare, Myriolimon ferulaceum.